# Heliona constricta
Heliona constricta är en insektsart som beskrevs av Melichar 1903. Heliona constricta ingår i släktet Heliona och familjen dvärgstritar. Inga underarter finns listade i Catalogue of Life.